# 瓊斯嶺
瓊斯嶺（英語：Jones Ridge），是南極洲的山嶺，位於瑪麗皇后地，由澳大拉西亞探險隊發現，以營地的醫生命名，該山嶺現時由南極條約體系管理。